# Delomerista laevis
Delomerista laevis är en stekelart som först beskrevs av Johann Ludwig Christian Gravenhorst 1829.  Delomerista laevis ingår i släktet Delomerista och familjen brokparasitsteklar. Arten är reproducerande i Sverige. Inga underarter finns listade i Catalogue of Life.